# Thomas Zurbuchen
Thomas Hansueli Zurbuchen (nacido en 1968) es un astrofísico suizo-estadounidense. Desde octubre de 2016, ha sido el Administrador Asociado de la Dirección de Misiones Científicas de la NASA. Anteriormente, fue profesor de ciencias espaciales e ingeniería aeroespacial en la Universidad de Míchigan, donde ayudó a fundar el Centro para el Espíritu Empresarial.

## Vida
Zurbuchen estudió Física en la Universidad de Berna, con especialización en Matemáticas, y recibió el doctorado en 1996 con una tesis titulada "Turbulencia en el medio interplanetario y sus implicaciones en la dinámica de los iones menores". Luego se unió a la Universidad de Míchigan como investigador asociado y se convirtió en profesor en 2008. Su investigación científica se centra en la física solar y heliosférica, la investigación espacial experimental y los sistemas espaciales; también es conocido por su trabajo personal en innovación y emprendimiento.
En 2004, Zurbuchen recibió el Premio Presidencial de Carrera Temprana para Científicos e Ingenieros de los EE. UU. Se desempeñó como líder del equipo para el desarrollo de uno de los instrumentos científicos a bordo de la nave espacial Messenger de la NASA rumbo a Mercurio, el espectrómetro de plasma de imágenes rápidas. Presidió el comité de la Academia Nacional de Ciencias que produjo un informe en 2016 sobre Cubesats.
Zurbuchen está casado y tiene dos hijos.